# The Mitchells vs. the Machines
The Mitchells vs. The Machines (anteriormente conocida como Connected, y conocida como La familia Mitchell vs. las máquinas en Hispanoamérica y Los Mitchell contra las máquinas en España) es una película estadounidense de comedia y ciencia ficción animada por ordenador, producida por Sony Pictures Animation. La película está dirigida por Mike Rianda (en su debut como director de largometrajes) y escrita por Rianda y Jeff Rowe (quien también actúa como codirector de la película), con Phil Lord, Chris Miller y Kurt Albrecht como productores. Está protagonizada por las voces de Abbi Jacobson, Danny McBride, Maya Rudolph, Mike Rianda, Eric André y Olivia Colman.
Originalmente programada para ser estrenada en cines por Sony Pictures Releasing a través de su sello Columbia Pictures, The Mitchells vs. The Machines fue estrenada en Netflix tras adquirir la película en enero de 2021.

## Argumento
Ambientada a finales de septiembre de 2020, la historia sigue a Katie Mitchell, una peculiar aspirante a cineasta de Kentwood (Míchigan), que a menudo choca con su padre Rick, un hombre de mediana edad obsesionado con la naturaleza y tecnófobo, y que recientemente ha sido aceptada en la escuela de cine en California. La noche antes de que Katie se vaya, Rick y Kate tienen una discusión y accidentalmente rompe su computadora portátil después de pelearse con ella. Rick  decide  hablar con ella por que si Kate se va sin decir nada se hará un gran problema, Rick intenta hablar con ella pero cuando intenta tocar la puerta ve unas cintas de la cámara Sony de ella de pequeña con su padre así que decide cancelar el vuelo de Katie y en su lugar llevarla, junto con su madre Linda, su hermano menor Aaron y el perro de la familia llamado Monchi, en un viaje de carretera a través del país a su universidad como una última experiencia de unión.
Mientras tanto, el empresario tecnológico Mark Bowman (una parodia a Mark Zuckerberg, creador de Facebook), declara obsoleta su altamente inteligente AI PAL al desvelar una nueva línea de robots domésticos en su lugar. En venganza, PAL se hace cargo de la compañía de Mark y ordena a todos los robots capturar humanos en todo el mundo y lanzarlos al espacio. Los Mitchell logran evitar ser capturados en un café 
de dinosaurios en Kansas. Rick decide que su familia debe permanecer en el café por su propia seguridad, pero Katie lo coacciona para ayudar a salvar el mundo. Se unen con dos robots defectuosos, Eric y Deborahbot 5000, que les dicen a los Mitchell que usen un código de muerte para apagar PAL y todos los robots.
Los Mitchell llegan a un centro comercial cercano para subir a la red el código de muerte, pero PAL ordena que todos los electrodomésticos PAL intenten detenerlos. Katie intenta subir el código de muerte, pero se detiene después de que un Furby gigante persiga a la familia. En última instancia, atrapan al Furby destruyendo un router PAL y deshabilitando los dispositivos habilitados, lo que también detiene la carga del código de muerte, por lo que deben armar un nuevo plan. En el camino a Silicon Valley, donde está la sede de la compañía, Linda le revela a Katie que ella y Rick habían vivido originalmente en una cabaña en las montañas hace años, ya que era su sueño de toda la vida antes de que él renunciara a eso.
Al llegar a Silicon Valley, los Mitchell se disfrazan de robots como en Star Wars y se dirigen a la sede de PAL Labs para cerrarlo, pero PAL los manipula revelando imágenes de vigilancia del café de Katie diciéndole a Aaron en secreto que ella estaba fingiendo tener fe en Rick sólo para que pudiera escuchar lo que quería oír. Desconsolados, los Mitchell no logran llegar a la guarida de PAL y Rick y Linda son capturados después de que PAL cree robots más fuertes e inteligentes, y reprograma a Eric y Deborahbot para que le obedezcan.
Katie, Aaron y Monchi escapan del cuartel general y se esconden de los robots. Katie descubre las grabaciones de Rick de su infancia en su cámara, dándose cuenta de que Rick renunció a su sueño de toda la vida de vivir en una cabaña para cuidar de su hija. Revitalizados, ella y Aaron se infiltran de nuevo en la sede de PAL Labs y usan a Monchi para hacer que los robots funcionen mal, ya que su programación no puede distinguirlo como un perro y lo confunden con cerdo o pan. Con la ayuda de Mark, Rick y Linda se liberan y planean subir una película casera de Katie con Monchi en ella para provocar un cortocircuito en los robots. Sin embargo, Rick es superado en número por los robots cuando está a punto de subir el video.
Katie es finalmente capturada. Frente a PAL para justificar salvar a la humanidad, Katie explica que no importa lo duro que su familia se pelee, siempre permanecerán conectados a pesar de lo diferentes que son. PAL rechaza este razonamiento y deja a Katie en su guarida. Eric y Deborahbot, después de haberse inspirado en la "reprogramación" de Rick para usar una computadora, vuelven a sus estados defectuosos y suben la película casera de Katie, salvándola y ayudando al resto de los Mitchell. La familia se une para luchar contra el resto de los robots mejorados, y Katie destruye a PAL, dejándola caer en un vaso con agua, liberando a todos los humanos y desactivando a todos los robots, excepto a Eric y Deborahbot.
Unos meses después del levantamiento, Katie y su familia llegan a la universidad, mientras ella y Rick comparten un último adiós sincero antes de separarse realmente. Meses más tarde, se une a ellos en otro viaje por carretera con Eric y Deborahbot a Washington, D.C. para aceptar la Medalla de Honor del Congreso por su acción contra los robots.

## Reparto
- Abbi Jacobson como Katie Mitchell: una joven aspirante a cineasta e hija de Rick y Linda, y la hermana mayor de Aaron
- Maya Rudolph como Linda Mitchell: la madre de Katie y Aaron, y la esposa de Rick
- Danny McBride como Rick Mitchell: el padre de Katie y Aaron, y el marido de Linda
- Mike Rianda como Aaron Mitchell: el hijo de Rick y Linda, y el hermano menor de Katie
- Eric André como Mark Bowman: un ingeniero responsable de la creación de PAL
- Olivia Colman como PAL: una asistente virtual y antagonista principal de la película.[2]
- Blake Griffin como un elegante robot de PAL Labs[3]

## Producción

### Desarrollo
El 22 de mayo de 2018, Sony Pictures Animation anunció que estaba en desarrollo una película de animación producida por Phil Lord y Chris Miller, titulada The Mitchells vs. the Machines.  La película era la cuarta colaboración del dúo con Sony Pictures Animation después de Cloudy with a Chance of Meatballs y Spider-Man: Into the Spider-Verse, así como el primer largometraje original del estudio desde The Star. Mike Rianda y Jeff Rowe, quienes fueron guionistas de la serie animada de Disney Channel Gravity Falls, sirvieron como guionistas de la película, con Rianda como director y Rowe como codirector.
Más detalles fueron revelados un año después en el Festival Internacional de Cine de Animación de Annecy en junio de 2019, cuando la presidenta de Sony Animation, Kristine Belson, reveló que la película utilizaría un estilo de animación similar al de Spider-Man: Into the Spider-Verse, y que los mundos en los que viven la familia Mitchell y los robots son inicialmente universos separados antes de colisionar. El trabajo de animación en Sony Pictures Imageworks ya había comenzado un mes antes, como confirmó en ese momento el animador Nick Kondo en Twitter.
El 20 de febrero de 2020, se revelaron las primeras imágenes a través de Entertainment Weekly, y se anunció que el título de la película se había cambiado a Connected.
Debido a la pandemia de COVID-19, Sony le vendió los derechos de distribución a Netflix en enero de 2021, tras lo cual la película volvió a llamarse The Mitchells vs. The Machines.

### Animación y diseño
La animación de la película fue manejada por Sony Pictures Imageworks, que había animado la mayoría de las películas de Sony Pictures Animation de antemano. Según Christopher Miller, Rianda quería un aspecto de "estilo de acuarela pintado a mano" para la película, y gran parte de la tecnología utilizada para Spider-Man: Into the Spider-Verse se reutilizó para The Mitchells vs. the Machines para lograr esto mientras se creaban nuevas herramientas. A diferencia de las imágenes y técnicas de estilo cómic de Into the Spider-Verse, Mitchells usaba predominantemente efectos de estilo 2D para imitar el aspecto de las películas de animación tradicional, incluido el uso de garabatos para pieles y pinceladas de acuarela para elementos como árboles y arbustos. Para enfatizar las emociones de Katie Mitchell durante ciertas escenas, el equipo también implementó una técnica llamada "Katie-Vision", que implementa imágenes 2D y de acción en vivo junto con la animación CG.
Cuando se trataba de diseñar los elementos del robot, los animadores se esforzaron por un diseño más elegante y pulido para contrastar con el estilo de acuarela para los humanos. Para los robots PAL MAX Prime, el supervisor de animación Alan Hawkins inventó un método que permite a los robots separarse a mitad del movimiento a través del espacio negativo, inspirado en los efectos de morphing utilizados para el T-1000 como se ve en la película Terminator 2: Judgment Day. Según Hawkins, inventó herramientas que permitirían a los animadores "rebanar el personaje [como un cuchillo]", y permitió que cada uno también tuviera su enfoque diferente. Mike Lasker se desempeñó como supervisor de efectos visuales después de haber trabajado previamente en Into the Spider-Verse, mientras que Lindsey Olivares se desempeñó como el personaje principal de la película y diseñadora de producción en general. Los exalumnos de Gravity Falls, Dana Terrace y Matt Braly, trabajaron como artistas de guiones gráficos en la película, pero finalmente ambos fueron no acreditados. El trabajo de animación comenzó en mayo de 2019, como confirmó el animador Nick Kondo en Twitter. La película se completó oficialmente el 16 de septiembre de 2020.

### Música
Tras el lanzamiento del primer tráiler, Phil Lord confirmó en Twitter que su frecuente colaborador Mark Mothersbaugh compondría la banda sonora de la película.

## Lanzamiento
Inicialmente estaba previsto que The Mitchells vs. the Machines se estrenara en los Estados Unidos el 18 de septiembre de 2020, pero se retrasó un mes, hasta el 23 de octubre, cuando Sony hizo cambios en su programa de estrenos debido a la pandemia de COVID-19. Tras otro cambio de fecha, finalmente se estrenó en la plataforma de streaming de Netflix el 30 de abril de 2021.

## Premios y nominaciones
| Año  | Premio                                                      | Categoría                                        | Candidato(s)                                                                     | Resultado | Ref.          |
| ---- | ----------------------------------------------------------- | ------------------------------------------------ | -------------------------------------------------------------------------------- | --------- | ------------- |
| 2021 | Premios Midseason de la Asociación de Críticos de Hollywood | Mejor película                                   | The Mitchells vs. the Machines                                                   | Nominada  | [ 10 ]        |
| 2021 | Premios Midseason de la Asociación de Críticos de Hollywood | Mejor cineasta                                   | Mike Rianda                                                                      | Nominado  | [ 10 ]        |
| 2021 | Premios Midseason de la Asociación de Críticos de Hollywood | Mejor guion                                      | Mike Rianda y Jeff Rowe                                                          | Ganadores | [ 10 ]        |
| 2021 | Music in Media Awards                                       | Mejor banda sonora - Película animada            | Mark Mothersbaugh                                                                | Nominado  | [ 11 ]        |
| 2021 | Music in Media Awards                                       | Mejor canción original - Película animada        | "On My Way" - Alex Lahey, Sophie Payten y Gab Strum                              | Nominada  | [ 11 ]        |
| 2021 | Premios People's Choice                                     | Mejor película familiar                          | The Mitchells vs. the Machines                                                   | Nominada  | [ 12 ]        |
| 2021 | SCAD Savannah Film Festival                                 | Mejor animación                                  | Phil Lord y Chris Miller                                                         | Ganadores | [ 13 ]        |
| 2021 | New York Film Critics Circle                                | Mejor película animada                           | The Mitchells vs. the Machines                                                   | Ganadora  | [ 14 ]        |
| 2021 | Detroit Film Critics Society                                | Mejor película animada                           | The Mitchells vs. the Machines                                                   | Ganadora  | [ 15 ] [ 16 ] |
| 2021 | Washington D. C. Area Film Critics Association Awards       | Mejor película animada                           | The Mitchells vs. the Machines                                                   | Ganadora  | [ 17 ]        |
| 2021 | Washington D. C. Area Film Critics Association Awards       | Mejor interpretación de voz                      | Abbi Jacobson                                                                    | Nominada  | [ 17 ]        |
| 2021 | Premios de la Asociación de Críticos de Cine de San Luis    | Mejor película animada                           | The Mitchells vs. the Machines                                                   | Ganadora  | [ 18 ]        |
| 2021 | Premios de la Asociación de Críticos de Cine de San Luis    | Mejor película de comedia                        | The Mitchells vs. the Machines                                                   | Nominada  | [ 18 ]        |
| 2022 | Premios de la Asociación de Críticos de Cine de Austin      | Mejor película animada                           | The Mitchells vs. the Machines                                                   | Ganadora  | [ 19 ] [ 20 ] |
| 2022 | Premios de la Asociación de Críticos de Cine de Austin      | Mejor interpretación de voz                      | Abbi Jacobson                                                                    | Ganadora  | [ 19 ] [ 20 ] |
| 2022 | Premios de la Crítica Cinematográfica                       | Mejor película de animación                      | Mike Rianda                                                                      | Ganadora  | [ 21 ]        |
| 2022 | Premios Annie                                               | Mejor película animada                           | Phil Lord, Christopher Miller y Kurt Albrecht                                    | Ganadora  | [ 22 ]        |
| 2022 | Premios Annie                                               | Mejores efectos                                  | Sony Pictures Imageworks                                                         | Ganadora  | [ 22 ]        |
| 2022 | Premios Annie                                               | Mejor diseño de personajes                       | Lindsey Olivares                                                                 | Ganadora  | [ 22 ]        |
| 2022 | Premios Annie                                               | Mejor director                                   | Mike Rianda, Jeff Rowe                                                           | Ganadores | [ 22 ]        |
| 2022 | Premios Annie                                               | Mejor diseño de producción                       | Lindsey Olivares, Toby Wilson y Dave Bleich                                      | Ganadores | [ 22 ]        |
| 2022 | Premios Annie                                               | Mejor actuación de voz                           | Abbi Jacobson (Katie Mitchell)                                                   | Ganadora  | [ 22 ]        |
| 2022 | Premios Annie                                               | Mejor guion                                      | Mike Rianda, Jeff Rowe                                                           | Ganadores | [ 22 ]        |
| 2022 | Premios Annie                                               | Mejor montaje                                    | Greg Levitan, Collin Wightman, T.J. Young, Tony Ferdinand y Bret Allen           | Ganadores | [ 22 ]        |
| 2022 | Premios de la Alianza de Mujeres Periodistas de Cine        | Mejor película animada                           | The Mitchells vs. the Machines                                                   | Ganadora  | [ 23 ]        |
| 2022 | Premios de la Alianza de Mujeres Periodistas de Cine        | Mejor personaje femenino animado                 | Abbi Jacobson                                                                    | Nominada  | [ 23 ]        |
| 2022 | Premios BAFTA                                               | Mejor película de animación                      | Mike Rianda, Phil Lord y Christopher Miller                                      | Nominada  | [ 24 ]        |
| 2022 | Houston Film Crigrnñkenspiwifhewftics Society Awards        | Mejor película animada                           | The Mitchells vs. the Machines                                                   | Ganadora  | [ 25 ]        |
| 2022 | Premios Satellite                                           | Mejor película o corto animado                   | The Mitchells vs. the Machines                                                   | Pendiente | [ 26 ]        |
| 2022 | Visual Effects Society Awards                               | Mejores efectos visuales en una película animada | Alan Hawkins, Carey A. Smith, Mike Lasker y Nicola Lavender                      | Pendiente | [ 27 ]        |
| 2022 | Visual Effects Society Awards                               | Mejor personaje animado en una película animada  | Lindsey Olivares, Kurt Judson, Soh-I Jeong y Rohini Kumar ((por Katie Mitchell)) | Pendiente | [ 27 ]        |
| 2022 | GLAAD Media Awards                                          | Mejor película - Lanzamiento general             | The Mitchells vs. the Machines                                                   | Pendiente | [ 28 ]        |
| 2022 | Art Directors Guild Awards                                  | Mejor diseño de producción                       | Lindsey Olivares                                                                 | Pendiente | [ 29 ]        |
| 2022 | Producers Guild of America Awards                           | Mejor productor en una película animada          | Phil Lord, Christopher Miller y Kurt Albrecht                                    | Pendiente | [ 30 ]        |
| 2022 | Premios Óscar                                               | Mejor película de animación                      | Mike Rianda, Phil Lord, Christopher Miller y Kurt Albrecht                       | Nominada  | [ 31 ]        |